# Hilberts trettonde problem
Hilberts trettonde problem är ett av Hilberts 23 problem. Det formulerades år 1900 och handlar om det lösa alla 7:e gradens ekvationer med hjälp av funktioner av två variabler.
Problemet löstes av Vladimir Arnold som visade att det var möjligt.